# 신안신의중학교
신안신의중학교(新安新衣中學校)는 대한민국 전라남도 신안군 신의면 상태동리에 있는 공립 중학교이다.

## 학교 연혁
- 1978년 12월 29일 : 학교 설립 인가
- 1979년 3월 1일 : 초대 이권일 교장 부임
- 1979년 3월 19일 : 하의동중으로 개교
- 1983년 3월 1일 : 신안신의중으로 개명
- 2006년 9월 1일 : 본관건물 신축
- 2024년 9월 1일 : 제25대 마정임 교장 부임
- 2025년 1월 9일 : 제44회 8명 졸업(졸업생 총 수 2,061명)
- 2025년 3월 4일 : 제47회 입학식(1학급 8명)

## 참고 자료
- 신안신의중학교 - 한국교육학술정보원 학교알리미